# Grauschwarze Sklavenameise

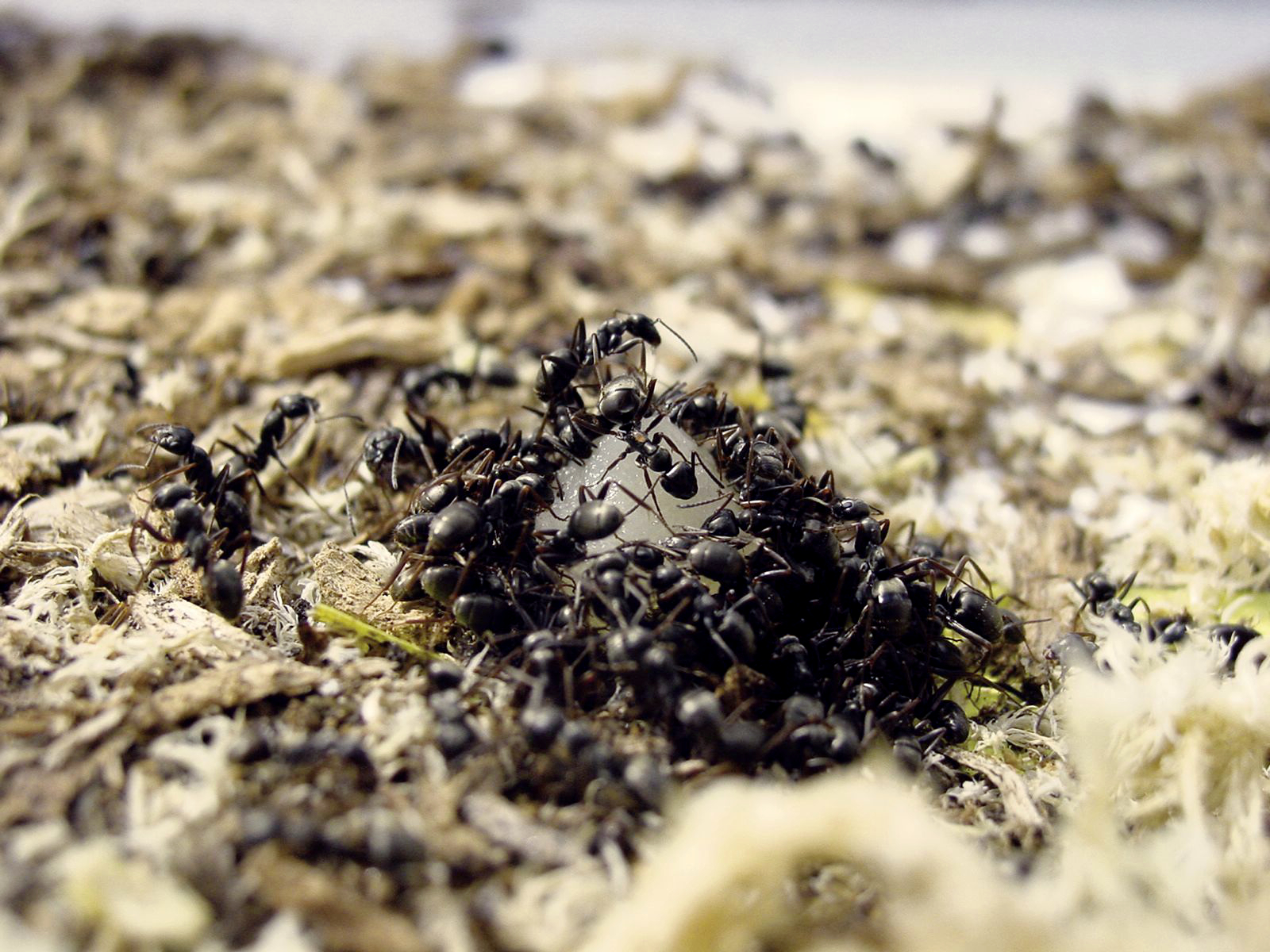
Formica fusca beim Nahrungserwerb.

Die Grauschwarze Sklavenameise (Formica fusca) aus der Unterfamilie der Schuppenameisen (Formicinae) gehört zur Gattung der Waldameisen (Formica) und dort zur Untergattung der Sklavenameisen (Serviformica).

## Merkmale
Sie ist am ganzen Körper durchgehend schwarz-glänzend und mit kurzen Härchen bewachsen. Die Arbeiterinnen erreichen eine Größe von 4,5 bis 7,5 Millimeter, während Geschlechtstiere bis zu 11 Millimeter groß werden können. Sie schwärmen zwischen Ende Juni und Anfang September.

## Verbreitung und Lebensraum
Ihre Nester baut sie vorwiegend im Boden; offene und mäßig beschattete Orte werden dabei bevorzugt. Sie ist recht wärmeliebend und meidet das Innere schattiger Wälder. Das Verbreitungsgebiet erstreckt sich über den Westen der Paläarktis. In Fennoskandien reicht der Lebensraum bis zu 65 Grad nördlicher Breite. Die Grauschwarze Sklavenameise ist in ganz Mitteleuropa verbreitet. In den Alpen kommt sie in Höhen bis zu 1.800 Metern vor.
In höheren Lagen wird sie von Formica lemani  abgelöst, die bis 3.000 Meter vorkommt.

## Lebensweise
Die Nester sind meist polygyn, d. h. in ihnen leben mehrere begattete Königinnen. Die Arbeiterinnen können acht Jahre alt werden.
Die Sklavenameise fällt oft anderen Arten zum Opfer, die mit Hilfe der Formica-fusca-Arbeiterinnen eine eigene Kolonie gründen. Zudem wird Formica fusca regelmäßig von der Blutroten Raubameise (Formica sanguinea) und der Amazonenameise (Polyergus rufescens) angegriffen, die ihre Puppen rauben (daher der Name Sklavenameise).

### Ernährung
Die Nahrung besteht hauptsächlich aus Insekten und Honigtau.

## Systematik
Die Art der Grauschwarzen Sklavenameise (Formica fusca) unterteilt sich in folgende Unterarten:
- Formica fusca alpicola Gredler, 1858[2]
- Formica fusca fusca Linnaeus, 1758[3]
- Formica fusca fuscolemani Samsinak, 1951[4]
- Formica fusca tombeuri Bondroit, 1917[5]

Die im eozänen Baltischen Bernstein mit Tausenden von Exemplaren gefundene fossile Formica flori ist der rezenten F. fusca so ähnlich, dass manche Autoren sie als artidentisch, die F. fusca zumindest aber als direkten Nachkommen der F. flori ansehen.